# アデリーランド

アデリーランド、フランスが領有権を主張している部分

アデリーランド（英語: Adélie Land）、テール・アデリー（フランス語: Terre Adélie）は、南極にある地域の名称。南極大陸東部（東南極）に位置する。その海岸をアデリー海岸（英語: Adélie Coast アデリー・コースト）と呼ぶ。
1840年にフランス人探検家デュルヴィルが発見した海岸で、デュルヴィルの妻アデリーの名が付けられた。地理的なアデリー海岸は、東経136度11分から東経142度02分の範囲の海岸を指す。フランスは、東経136度から東経142度にかけての範囲について、南極点を頂点とする扇形の領域の領有権を主張している。
アデリーペンギンは、この地で発見されたことからその名が付いた。

## 地理

デュルヴィルの航海

### 位置・広がり
地理的なアデリー海岸はウィルクスランドの一部とされ、西は Victor Bay西側の Pourquoi Pas Point（南緯66度12分 東経136度11分 / 南緯66.200度 東経136.183度）から、東は Commonwealth Bay西側の Point Alden（南緯66度48分 東経142度02分 / 南緯66.800度 東経142.033度） までの海岸を指す。西側はクラリー海岸と、東側はジョージ5世海岸（ジョージ5世ランド）と接している。
アデリー海岸が面する南極海の海域は、デュルヴィル海 (D'Urville Sea) と呼ばれる。2005年時点の南磁極（南緯64度32分 東経137度52分 / 南緯64.533度 東経137.867度）は、アデリー海岸沖合に所在する。

### 領有権主張
フランスはアデリー海岸から南極点にかけて、東経136度から東経142度の扇形の地域について領有権を主張しており、「フランス領南方・南極地域」の一部に位置付けている。海岸線の長さは約350km、海岸から南極点までの距離は約2,600kmあり、面積は約432,000km2である。
フランスが主張する領土の両側、東経136度以西および東経142度以東の領域は、オーストラリアが領有権を主張している（オーストラリア領南極地域）。フランスも締約している南極条約によって、南極地域における領土主権、請求権は凍結されている。

### 観測基地

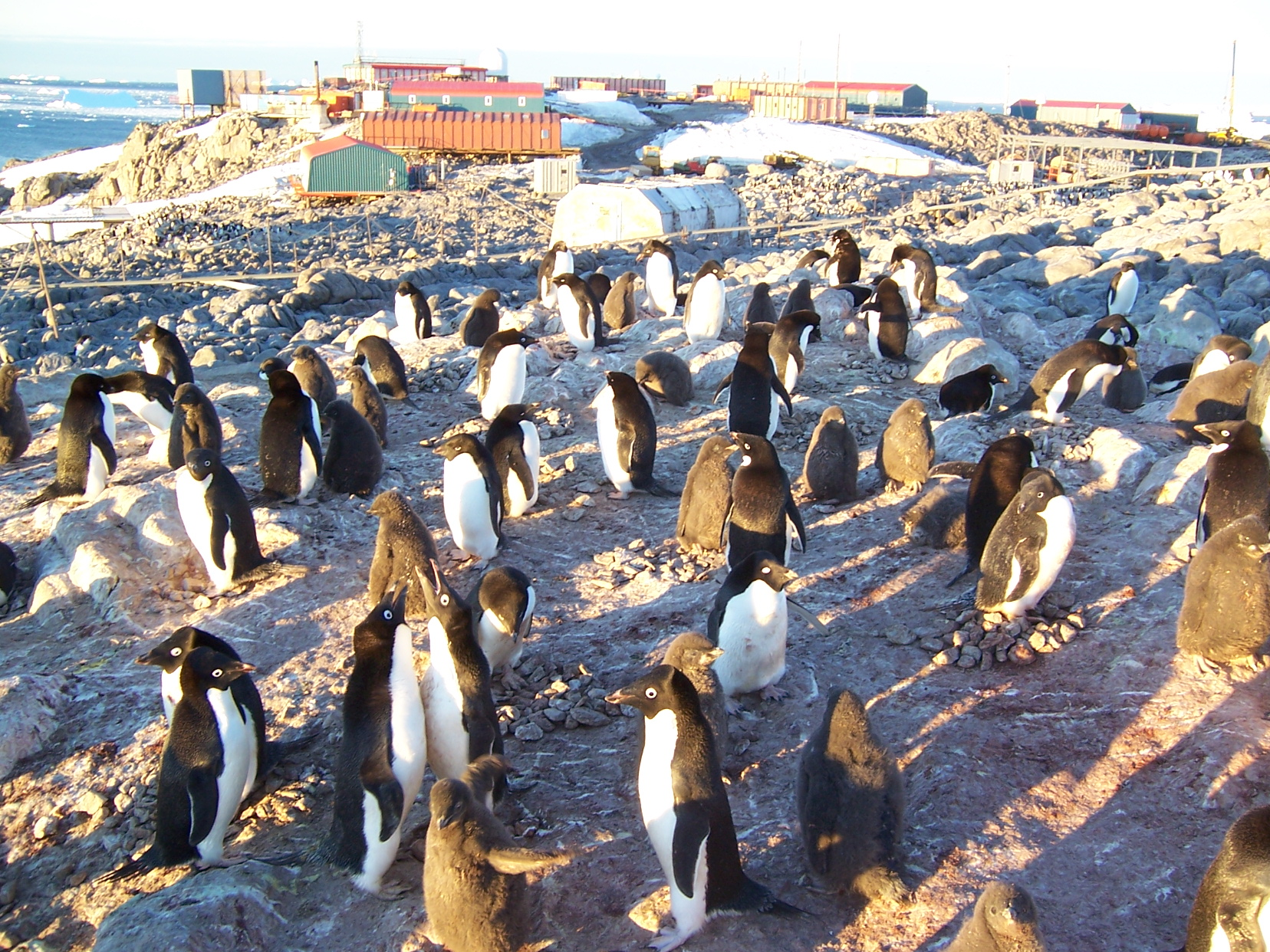
デュモン・デュルヴィル基地とアデリーペンギンのコロニー

フランスのデュモン・デュルヴィル基地（南緯66度40分 東経140度01分 / 南緯66.667度 東経140.017度）が設置されている。
海岸から約320km離れた内陸部の東南極氷床上には、フランスのシャルコ基地 (fr:Base Charcot) （南緯69度22分 東経139度01分 / 南緯69.367度 東経139.017度）がある。

## 歴史・名称

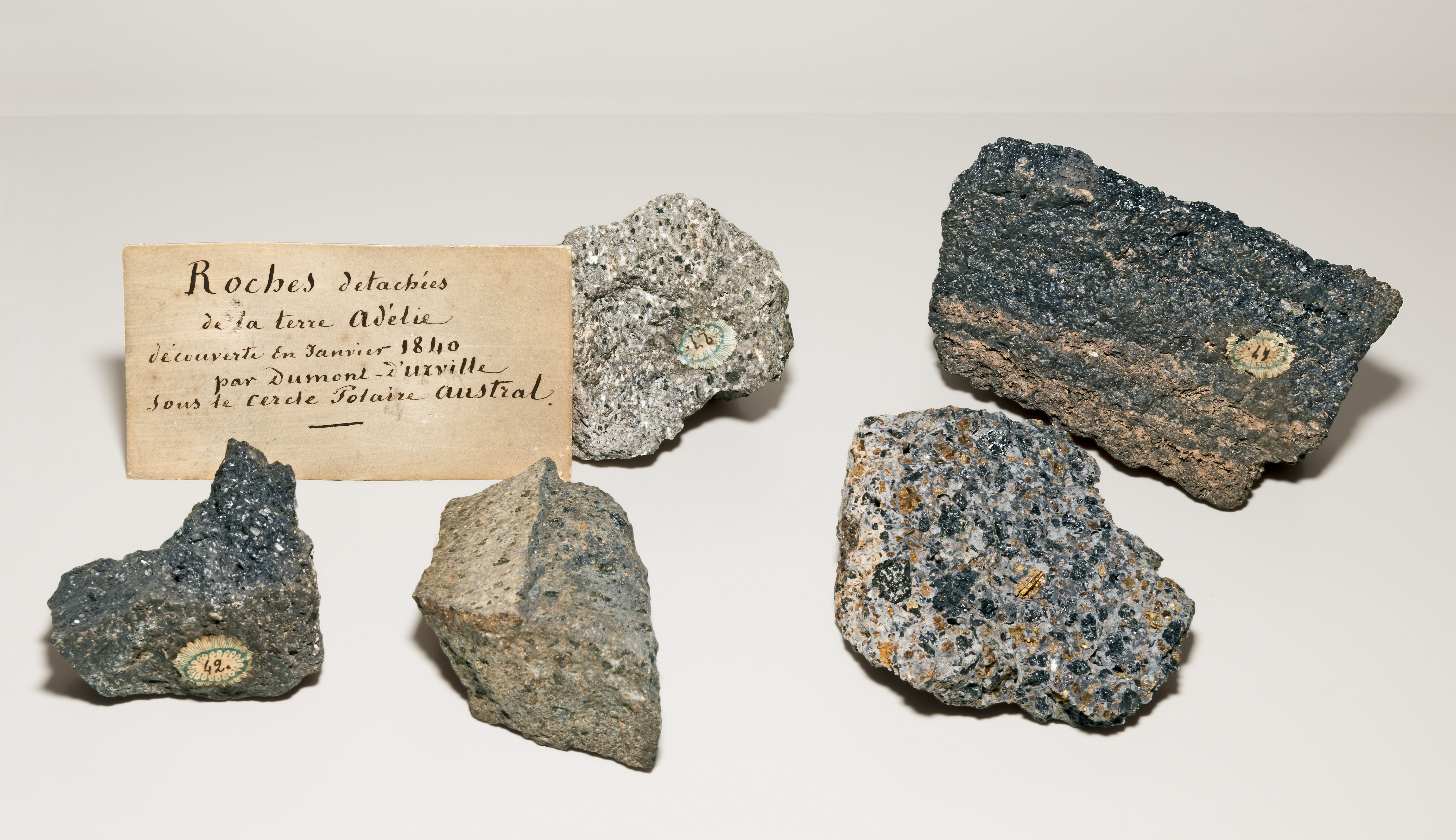
1840年に遠征によって持ち帰った岩石。

1840年、フランス人探検家 ジュール・セバスティアン・セザール・デュモン・デュルヴィル（Jules-Sébastien-César Dumont d'Urville）がこの海岸を発見し、妻アデリーの名を付けた。
1950年、フランスはポート・マーティン (Port Martin) （南緯66度49分04秒 東経141度23分39秒 / 南緯66.81778度 東経141.39417度）に最初の基地を建設したが、1952年に火災によって失われている。1956年にデュモン・デュルヴィル基地が建設された。1957年、国際地球観測年（1957年 – 1958年）に際して内陸部にシャルコ基地が建設された。